# 独立游戏节

独立游戏节的标志

独立游戏节（英文：Independent Games Festival ）是每年一度的游戏开发商大会，同是每年的独立电子游戏产业一次盛会。该游戏节于1998年建立，用来资助和激发游戏开发和创新并为发掘出最佳的独立游戏而设立 。独立游戏节已度过了15个春秋，每届奖励独立游戏开发商和学生共达53,000美金。游戏节的奖项的选举工作由CMP Game Group组织以及游戏开发商大会、游戏开发者杂志和Gamasutra.com共同评选产生。独立游戏节最受人关注的就是谢默斯·麦克纳利大奖，是游戏节最高奖项。

## 奖项设置
独立游戏节的主要八个奖项如下
- 谢默斯·麦克纳利大奖 ($30,000)
- 最佳创新奖 ($5,000)
- 最佳美术奖 ($3,000)
- 最佳音效奖 ($3,000)
- 最佳设计奖 ($3,000)
- 最佳叙事奖 ($3,000)
- 玩家选择奖 ($3,000)
- 最佳学生游戏奖 ($3,000)

独立游戏节学生展示是游戏开发商会议在学生游戏作品作品选出的10个杰出作品，并给予学生游戏开发者500美元的奖励。2007年第一次设立该奖项时，建立了最佳学生游戏奖，并给予2500美元的奖金。

### 谢默斯·麦克纳利大奖
谢默斯·麦克纳利大奖（Seumas McNally Grand Prize）是游戏节的最高奖项，是缘于谢默斯·麦克纳利是一位独立游戏开发者。他曾开发的游戏《越野坦克》获得游戏节最佳游戏大奖。但麦克纳利因罹患何杰金氏病而去世，年仅21岁。在他与病魔斗争的年月里，他仍然继续开发新的游戏，创新游戏特色，他所开发游戏受到很多玩家的欢迎。后来在2001年为纪念这位年轻的独立游戏开发者，独立游戏节将游戏节最高奖项命名为谢默斯·麦克纳利大奖。

## 历届独立游戏节获奖作品

### 独立游戏节主要奖项

#### 谢默斯·麦克纳利大奖
2025：吃掉我（Consume Me）
2024：薇妮巴一家（Venba）
2023：在低谷俱乐部的背叛（Betrayal at Club Low）
2022：邪恶冥刻（Inscryption）
2021：摄追赤红末世代（Umurangi Generation）
2020：短途旅行（A Short Hike）
2019：奧伯拉丁的回歸（Return of the Obra Dinn）
2018：林中之夜（Night in the Woods）
2017：四边形牛仔（Quadrilateral Cowboy）
2016：她的故事（Her Story）
2015：星际拓荒（Outer Wilds）
2014：请出示证件（Papers, Please）
2013：小贩人生（Cart Life）
2012：菲斯（Fez）
2011：我的世界（Minecraft）
2010：摩纳哥（Monaco）
2009：蓝莓果园（Blueberry Garden）
2008：蜡笔物理学（Crayon Physics Deluxe）
2007：安琪拉之歌（Aquaria）
2006：达尔文（Darwinia）
2005：史莱姆吉什（Gish）和神话精灵（Wik and the Fable of Souls）
2004：野人：纽沃斯之战（Savage: The Battle for Newerth）和绿洲（Oasis）
2003：野生世界（Wild Earth）
2002：牛奶坏了（Bad Milk）
2001：破碎银河系（Shattered Galaxy）
2000：越野坦克（Tread Marks）
1999：火与暗（Fire And Darkness）

#### 创新奖
2025：吃掉我（Consume Me）
2024：凶手系列选集（Anthology of the Killer）
2023：在低谷俱乐部的背叛（Betrayal at Club Low）
2022：Memory Card
2021：Blaseball
2020：The Space Between
2019：Black Room
2018：和班尼特福迪一起攻克难关（Getting Over It with Bennett Foddy）
2017：游戏屋 第一部（Oiκοςpiel, Book I）
2016：希蓓蕾（Cibele）
2015：Tetrageddon Games
2014：色欲和傲慢（Luxuria Superbia）
2013：小贩人生（Cart Life）
2012：（Storyteller）
2011：尼德霍格（Nidhogg）
2010：Tuning
2009：Between

#### 优秀视觉艺术奖
2025：幽灵霍迪（Hauntii）
2024：喇叭之城（Phonopolis）
2023：角色扮演游戏时间！～光之传说～（RPG Time: The Legend of Wright）
2022：纸艺历险（Papetura）
2021：黑色起源（Genesis Noir）
2020：骑士与单车（Knights and Bikes）
2019：镜珠（Mirror Drop）
2018：毛线先生（Chuchel）
2017：光明旅者（Hyper Light Drifter）
2016：Oxenfree
2015：字母变形记（Metamorphabet）
2014：画中世界（Gorogoa）
2013：肯塔基州零號公路（Kentucky Route Zero）
2012：亲爱的艾丝特（Dear Esther）
2011：像素奔跑者（BIT.TRIP RUNNER）
2010：地狱边境（Limbo）
2009：机械迷城（Machinarium）
2008：菲斯（Fez）
2007：城堡毁灭者（Castle Crashers）
2006：达尔文（Darwinia）
2005：外星原人（Alien Hominid）和神话精灵（Wik and the Fable of Souls）
2004：斯巴达人（Spartan）和细菌歼灭战（Dr. Blob's Organism）
2003：野生世界（Wild Earth）
2002：班查兰棋（Banja Taiyo）
2001：哈德伍德黑桃（Hardwood Spades）
2000：龙城之王（King of Dragon Pass）
1999：罪恶都市（Crime Cities）

#### 优秀音效奖
2025：街头足球（despelote）
2024：节奏医生（Rhythm Doctor）
2023：森林四重奏（The Forest Quartet）
2022：邪恶冥刻（Inscryption）
2021：黑色起源（Genesis Noir）
2020：变异小镇（Mutazione）
2019：互补位（Paratopic）
2018：乌诺格（Uurnog Uurlimited）
2017：奇界行者（GoNNER）
2016：迷你地铁（Mini Metro）
2015：蜉蝣（Ephemerid: A Musical Adventure）
2014：6号装备（DEVICE 6）
2013：140
2012：植物精灵（Botanicula）
2011：失忆症：黑暗后裔（Amnesia: The Dark Descent）
2010：终结（Closure）
2009：洗脑管道（Brainpipe）
2008：音乐战机（Audiosurf）
2007：每日射击（Everyday Shooter）
2006：奇异世界：重返无尽太空（Weird Worlds: Return to Infinite Space）
2005：疯狂公牛（Steer Madness）和全球防御系统（Global Defense Network）
2004：安尼托：保卫大陆（Anito: Defend a Land Enraged）和细菌歼灭战（Dr. Blob's Organism）
2003：地景改造者（Terraformers）
2002：牛奶坏了（Bad Milk）
2001：追逐王牌2（Chase Ace 2）
2000：布利克斯（Blix）
1999：终点站（Terminus）

#### 优秀设计奖
2025：战术突破巫师（Tactical Breach Wizards）
2024：Cryptmaster
2023：金偶像谜案（The Case of the Golden Idol）
2022：邪恶冥刻（Inscryption）
2021：拆迁（Teardown）
2020：帕特里克的套箱（Patrick's Parabox）
2019：杰作（Opus Magnum）
2018：巴巴是你（Baba Is You）
2017：四边形牛仔（Quadrilateral Cowboy）
2016：保持交流就没人爆炸（Keep Talking and Nobody Explodes）
2015：星际拓荒（Outer Wilds）
2014：请出示证件（Papers, Please）
2013：超越光速（FTL: Faster Than Light）
2012：洞穴冒险（Spelunky）
2011：桌面地下城（Desktop Dungeons）
2010：摩纳哥（Monaco）
2009：音乐盒（Musaic Box）
2008：粘粘世界（World of Goo）
2007：每日射击（Everyday Shooter）
2006：时空幻境（Braid）
2005：史莱姆救美记（Gish）和神话精灵（Wik and the Fable of Souls）
2004：Bontãgo和绿洲（Oasis）
2003：野生世界（Wild Earth）
2002：疯狂水族箱（Insaniquarium）
2001：破碎银河系（Shattered Galaxy）
2000：越野坦克（Tread Marks）
1999：复活（Resurrection）

#### 优秀剧情奖
2025：卡德洞窟（Caves of Qud）
2024：地中海地狱（Mediterranea Inferno）
2023：传世不朽（Immortality）
2022：邪恶冥刻（Inscryption）
2021：摄追赤红末世代（Umurangi Generation）
2020：天堂之穹（Heaven's Vault）
2019：奧伯拉丁的回歸（Return of the Obra Dinn）
2018：林中之夜（Night in the Woods）
2017：少女杀手的烦恼（Ladykiller in a Bind）
2016：她的故事（Her Story）
2015：八十天环游世界（80 Days）
2014：请出示证件（Papers, Please）
2013：小贩人生（Cart Life）

#### 观众奖
2025：狼人清洁工（The WereCleaner）
2024：RAM: Random Access Mayhem
2023：药水经济学（Potionomics）
2022：迷你公路（Mini Motorways）
2021：尘归尘（Arrog）
2020：短途旅行（A Short Hike）
2019：飘渺太空（ETHEREAL）
2018：蔚藍（Celeste）
2017：光明旅者（Hyper Light Drifter）
2016：Undertale
2015：这是我的战争（This War of Mine）
2014：史丹利的寓言（The Stanley Parable）
2013：超越光速（FTL: Faster Than Light）
2012：冰封触点（Frozen Synapse）
2011：我的世界（Minecraft）
2010：超神英雄（Heroes of Newerth）
2009：表层指挥（Cortex Command）
2008：音乐战机（Audiosurf）
2007：城堡毁灭者（Castle Crashers）
2006：龙梦幻境（Dofus）
2005：外星原人（Alien Hominid）和N
2004：野人：纽沃斯之战（Savage: The Battle for Newerth）和海盗时代（Yohoho! Puzzle Pirates）
2003：造桥者II（Pontifex II）
2002：功夫国际象棋（Kung Fu Chess）
2001：破碎银河系（Shattered Galaxy）
2000：裂痕（The Rift）
1999：火与暗（Fire And Darkness）

#### 最佳学生游戏
2025：Slot Waste
2024：Once Upon a Jester
2023：Slider
2022：Live Adventure
2021：Vessels
2020：Bore Dome
2019：After Hours
2018：巴巴是你（Baba Is You）
2017：Un pas fragile
2016：小故障（Beglitched）
2015：历历在目（Close Your）
2014：雨中冒险（Risk of Rain）
2013：巅峰（Zineth）
2012：Way
2009：签名涂鸦：绘画的力量（Tag: The Power of Paint）
2008：音乐联觉（Synaesthete）
2007：Toblo

### 已取消的奖项

#### 优秀技术奖
2013：小小炼狱（Little Inferno）
2012：环绕走廊（Antichamber）
2011：失忆症：黑暗后裔（Amnesia: The Dark Descent）
2010：地狱边境（Limbo）
2009：表层指挥（Cortex Command）
2008：粘粘世界（World of Goo）
2007：砰！你好（Bang! Howdy）
2006：达尔文（Darwinia）
2005：外星原人（Alien Hominid）和火箭保龄球（RocketBowl）
2004：野人：纽沃斯之战（Savage: The Battle for Newerth）和海盗时代（Yohoho! Puzzle Pirates）
2003：倪睿南的武士（Reiner Knizia's Samurai）
2002：天使杀手（Ace Of Angels）
2001：破碎银河系（Shattered Galaxy）
2000：越野坦克（Tread Marks）
1999：终点站（Terminus）

#### 最佳手机游戏
2012：节拍神偷（Beat Sneak Bandit）
2011：范海辛之火（Hellsing's Fire）

#### 最佳网页游戏
2008：Iron Dukes
2007：银河历险记2（Samorost 2）
2006：狂扁小朋友（Dad 'N Me）

### 独立游戏节Mod奖项

#### 2007年Mod奖项
最佳Mod（$5,000）：Weekday Warrior（半条命2）
最佳单人第一人称射击游戏Mod（$500）：Weekday Warrior（半条命2）
最佳多人第一人称射击游戏Mod（$500）：Eternal Silence（半条命2）
最佳角色扮演游戏Mod（$500）：Darkness Over Daggerford（无冬之夜）
最佳其它类游戏Mod（$500）：Spawns Of Deflebub（竞技场2004）

#### 2006年Mod奖项
最佳Mod - 毁灭战士3（$2,500）：Last Man Standing Co-op
最佳Mod - 半条命2（$2,500）：Dystopia
最佳Mod - 无冬之夜（$2,500）：Rose Of Eternity: Chapter 1
最佳Mod - 竞技场2004（$2,500）：Path Of Vengeance

### 赞助商奖
2019：ID@Xbox游戏英雄奖：傑瑞·勞森（Jerry Lawson）
2018：ID@Xbox奖：SpecialEffect
2016：ID@Xbox明日之星奖：女孩做游戏（Girls Make Games）——“The Hole Story”
2012：Microsoft Xbox Live Arcade奖：超时空战队（Super T.I.M.E. Force）
2011：Direct2Drive眼光奖：失忆症：黑暗后裔（Amnesia: The Dark Descent）
2010：Direct2Drive眼光奖：麦克斯与魔法标记（Max and the Magic Marker）
2009：Direct2Drive眼光奖：星噬（Osmos）
2008：Gleemie奖（1x $5,000，1x $3,000，1x $2,000）：桌面攻防战（Desktop Tower Defense），Skyrates，Quadradius
2007：GameTap奖（1x $10,000，2 x $5,000）：每日射击（Everyday Shooter），爆破矿工（Blast Miner）和机甲闪击（Roboblitz）
2006：Adultswim.com奖（$5,000）：Dodge That Anvil
2005：Cartoon Network“Project Goldmaster”奖：Digital Builders
2004：AOL/Cartoon Network“Project Goldmaster”奖：Flashbang Studios